# Matoniaceae
Famille
Les Matoniaceae sont l'une des trois familles de fougères de l'ordre des Gleicheniales de la classe Polypodiopsida,,. Les archives fossiles révèlent que les fougères Matoniaceae étaient abondantes pendant l'ère mésozoïque (il y a environ 250 millions à 66 millions d'années), au cours de laquelle elles vivaient sur tous les continents, y compris l'Antarctique, avec huit genres et 26 espèces, les plus anciens spécimens connus étant du Trias moyen de l'Antarctique. Aujourd'hui, la famille est beaucoup moins abondante, et aussi moins diversifiée, avec seulement deux genres existants et quatre espèces, qui sont limitées à des parties de l'Asie du sud-est.
Le diagramme suivant montre une relation phylogénique probable avec les deux autres familles des Gleicheniales :
| Gleicheniaceae | 6 genres existants |
|                | 6 genres existants |

| Dipteridaceae | 2 genres existants                                                 |
|               | 2 genres existants                                                 |
| Matoniaceae   | \| \| Matonia (en) \| \| \| \| \| \| Phanerosorus (en) \| \| \| \| |
|               | \| \| Matonia (en) \| \| \| \| \| \| Phanerosorus (en) \| \| \| \| |
|               | Matonia (en)                                                       |
|               |                                                                    |
|               | Phanerosorus (en)                                                  |
|               |                                                                    |

|  | Matonia (en)      |
|  |                   |
|  | Phanerosorus (en) |
|  |                   |

| Gleicheniaceae | 6 genres existants |
|                | 6 genres existants |

| Dipteridaceae | 2 genres existants                                                 |
|               | 2 genres existants                                                 |
| Matoniaceae   | \| \| Matonia (en) \| \| \| \| \| \| Phanerosorus (en) \| \| \| \| |
|               | \| \| Matonia (en) \| \| \| \| \| \| Phanerosorus (en) \| \| \| \| |
|               | Matonia (en)                                                       |
|               |                                                                    |
|               | Phanerosorus (en)                                                  |
|               |                                                                    |

|  | Matonia (en)      |
|  |                   |
|  | Phanerosorus (en) |
|  |                   |

## Étymologie
Le nom vient du genre type Matonia nommé par le botaniste Robert Brown en hommage au médecin et naturaliste britannique William George Maton  (1774-1835), membre du Royal College of Physicians.

## Espèces existantes
- genre Matonia, R.Br. ex' Wall., 1829
  - espèce Matonia pectinata, R. Br., 1829
  - espèce Matonia sarmentosa, Baker, 1887
- genre Phanerosorus, Copel. 1909
  - espèce Phanerosorus sarmentosus, (Baker) Copel., 1909
  - espèce Phanerosorus major, Diels, 1932

## Espèces mésozoiques

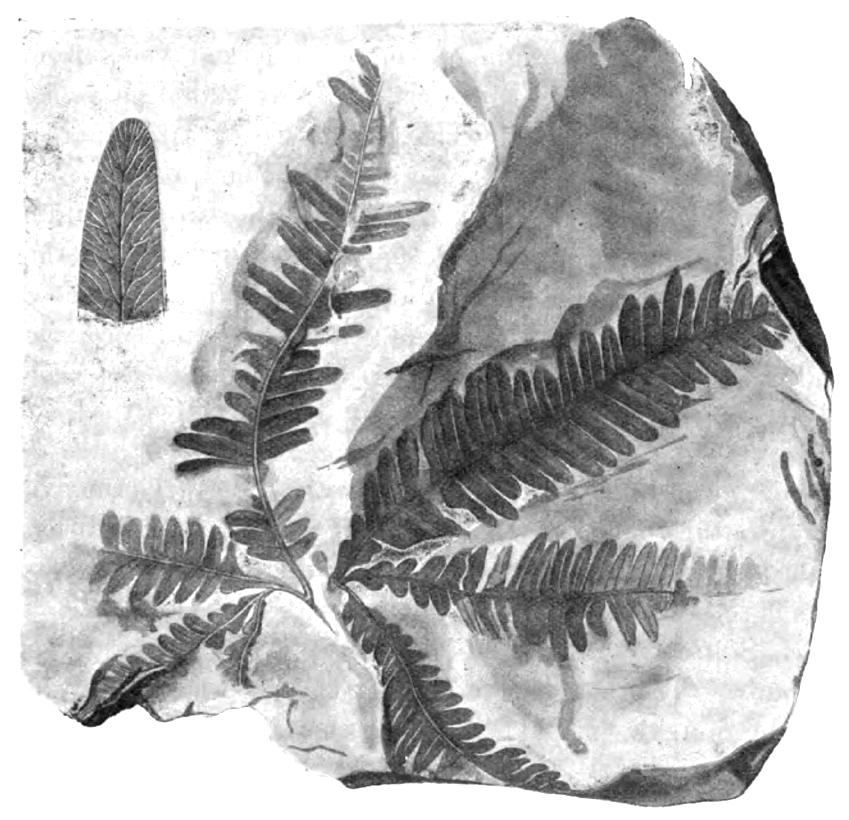
Laccopteris elegans.

Quelques genres communs de Matoniaceae du mésozoïques et un échantillonnage de leurs espèces :
- genre Laccopteri, Presl, 1838
  - Laccopteris elegans, Presl 1838
  - Laccopteris münsteri, Schenk 1867
- genre Phlebopteris, Brongniart 1828
  - Phlebopteris polypodioides, Brongniart
  - Phlebopteris smithii,
  - Phlebopteris woodwardii, Leckenby 1864
  - Phlebopteris utensis,
  - Phlebopteris angustiloba,
- genre Matonidium,
- genre Matonia, R.Br. ex Wall. 1829[8]
  - Matonia jeffersonii,
  - Matonia pectinata,
  - Matonia braunii,
  - Matonia mesozoica,
  - Matonia brownii,
- genre Microdictyon (fern), Microdictyon
- genre Weichselia, Stiehler
- Tomaniopteris Klavins et al Fremouw Formation, Trias moyen, Antarctique
- Konijnenburgia Kvaček et Dašková, 2010 Piedra Clavada Formation, Argentine, Albien